# 다칠 준비가 돼 있어 (노래)
《다칠 준비가 돼 있어》는 빅스의 세 번째 싱글 음반의 타이틀 곡이다. 2013년 1월 17일에 발표하였다.

## 차트
| 차트                           | 최고순위 |
| ------------------------------ | -------- |
| 가온 주간 디지털 차트          | 25       |
| 가온 월간 디지털 차트          | 87       |
| 가온 주간 다운로드 차트        | 60       |
| 가온 주간 BGM 차트             | 60       |
| 가온 월간 BGM 차트             | 73       |
| 가온 주간 모바일 차트 (벨소리) | 99       |

## 참조
1. ↑  “2013년 04주차 가온 디지털 주간 차트”. 가온 차트. 2013년 1월 19일.
2. ↑  “2013년 1월 가온 디지털 월간 차트”. 가온 차트. 2013년 1월 31일.
3. ↑  “2013년 04주차 가온 다운로드 주간 차트”. 가온 차트. 2013년 1월 19일. 2015년 4월 10일에 원본 문서에서 보존된 문서. 2015년 4월 5일에 확인함.
4. ↑  “2013년 07주차 가온 BGM 주간 차트”. 가온 차트. 2013년 2월 9일.
5. ↑  “2013년 2월 가온 BGM 월간 차트”. 가온 차트. 2015년 2월 28일.
6. ↑  “2013년 06주차 가온 모바일 주간 차트”. 가온 차트. 2013년 2월 2일.